# Aedicira alisetosa
Aedicira alisetosa är en ringmaskart som beskrevs av Fauchald 1972. Aedicira alisetosa ingår i släktet Aedicira och familjen Paraonidae. Inga underarter finns listade i Catalogue of Life.